# Хвалењице
Хвалењице (чеш. Chválenice) је насељено мјесто са административним статусом сеоске општине (чеш. obec) у округу Плзењ-град, у Плзењском крају, Чешка Република.

## Становништво
Према подацима о броју становника из 2014. године насеље је имало 688 становника.